# Cot Bateedong
Cot Bateedong är en kulle i Indonesien.   Den ligger i provinsen Aceh, i den västra delen av landet, 1 900 km nordväst om huvudstaden Jakarta. Toppen på Cot Bateedong är 150 meter över havet. Cot Bateedong ligger på ön Pulau We.
Terrängen runt Cot Bateedong är kuperad söderut, men norrut är den platt. Havet är nära Cot Bateedong åt nordväst. Närmaste större samhälle är Sabang, 3,2 km norr om Cot Bateedong. I omgivningarna runt Cot Bateedong växer i huvudsak städsegrön lövskog.